# Tadeusz Bartos
Tadeusz Bartos (ur. 23 października 1937 w Ossie, zm. 17 lutego 2012 w Kielcach) – polski działacz spółdzielczy i polityk, senator V kadencji.

## Życiorys
Po ukończeniu zasadniczej szkoły zawodowej w Tomaszowie Mazowieckim (1955) pracował w wojewódzkim zarządzie Gminnych Spółdzielni „Samopomoc Chłopska” w Radomiu, m.in. jako kierownik działu handlowego maszyn rolniczych. W międzyczasie odbył służbę wojskową i kontynuował edukację, ukończył wieczorowe technikum ekonomiczne w Radomiu oraz w 1974 studia Wydziale Prawa i Administracji Uniwersytetu Marii Curie-Skłodowskiej w Lublinie. Od 1968 był zastępcą dyrektora Wojewódzkiego Przedsiębiorstwa Handlu Sprzętem Rolniczym Agroma w Radomiu; nadzorował budowę obiektów tego przedsiębiorstwa w Kielcach i został następnie dyrektorem zakładów kieleckich. W 1989 na krótko utracił stanowisko dyrektora naczelnego Agromy w Kielcach. W 1994 został zarządcą Państwowego Przedsiębiorstwa Agroma.
Należał do Naczelnej Organizacji Technicznej, w latach 1984–2008 był przewodniczącym Rady Wojewódzkiej Świętokrzyskiego Zrzeszenia Ludowe Zespoły Sportowe. Był członkiem Socjaldemokracji Rzeczypospolitej Polskiej i Sojuszu Lewicy Demokratycznej. W latach 1994–1998 był radnym Kielc. od 1998 do 2001 zasiadał w sejmiku świętokrzyskim. w latach 2001–2005 mandat senatora V kadencji z okręgu kieleckiego, brał udział w pracach Komisji Rolnictwa i Rozwoju Wsi. Bez powodzenia kandydował w kolejnych wyborach w 2005 (do Senatu) i 2006 (do sejmiku województwa).
W 1999 odznaczony Krzyżem Oficerskim Orderu Odrodzenia Polski.
Pochowany na cmentarzu Starym w Kielcach.

## Życie prywatne
Syn Józefa i Zofii. Był żonaty, miał dwie córki (Iwonę i Aleksandrę).